# 월인석보 권20
월인석보 권20(月印釋譜 卷二十)은 서울특별시 용산구 국립중앙박물관에 있는, 세조5년(1459)의 목판본 책이다. 2006년 1월 17일 대한민국의 보물 제745-11호로 지정되었다.

## 개요
월인석보는 전체 25권으로 추정되는데 월인석보권20(月印釋譜 卷二十)이 새로 지정됨으로써 현재 18권이 확인된 셈이다. 이 책은 석보상절과 함께 한글창제와 밀접한 관련을 맺고 있고 우리나라 최초의 찬불가(讚佛歌)이며 국역대장경(國譯大藏經)이라 할 정도로 조선 초기 불교경전 연구와 한글 연구의 귀중한 자료이다. 
이 책은 현재까지 발견된 「월인석보」 전 25권 중에 아직까지 복본이 없는 유일본이라는 의미를 지니고 있다.

## 같이 보기
- 월인석보

## 참고 자료
- 월인석보 권20 - 국가유산청 국가유산포털